# Kanton Saint-Nicolas-de-Port
Der Kanton Saint-Nicolas-de-Port war bis 2015 ein französischer Wahlkreis  im Arrondissement Nancy im Département Meurthe-et-Moselle. Letzter Vertreter im Generalrat des Départements war von 2004 bis 2015 Jean-Claude Pissenem (PS). Hauptort des Kantons war die Gemeinde Saint-Nicolas-de-Port. Der Kanton hatte (1999) 26.512 Einwohner auf einer Fläche von 132,52 km².

## Lage
Der Kanton lag im Zentrum der Südhälfte des Départements Meurthe-et-Moselle.

Kantone im Département Meurthe-et-Moselle
Lage des Kantons Saint-Nicolas-de-Port im Arrondissement Nancy

## Gemeinden
Der Kanton umfasste 14 Gemeinden:
| Gemeinde               | Einwohner Jahr | Fläche km² | Bevölkerungsdichte | Code INSEE | Postleitzahl |
| ---------------------- | -------------- | ---------- | ------------------ | ---------- | ------------ |
| Azelot                 | 421 (2013)     | 4,75       | 89 Einw./km²       | 54037      | 54210        |
| Burthecourt-aux-Chênes | 100 (2013)     | 5,59       | 18 Einw./km²       | 54108      | 54210        |
| Coyviller              | 144 (2013)     | 4,53       | 32 Einw./km²       | 54141      | 54210        |
| Dombasle-sur-Meurthe   | 9.953 (2013)   | 11,21      | 888 Einw./km²      | 54159      | 54110        |
| Ferrières              | 299 (2013)     | 6,25       | 48 Einw./km²       | 54192      | 54210        |
| Flavigny-sur-Moselle   | 1.733 (2013)   | 17,3       | 100 Einw./km²      | 54196      | 54630        |
| Lupcourt               | 437 (2013)     | 6,94       | 63 Einw./km²       | 54330      | 54210        |
| Manoncourt-en-Vermois  | 334 (2013)     | 6,68       | 50 Einw./km²       | 54345      | 54210        |
| Richardménil           | 2.396 (2013)   | 7,17       | 334 Einw./km²      | 54459      | 54630        |
| Rosières-aux-Salines   | 2.873 (2013)   | 26,95      | 107 Einw./km²      | 54462      | 54110        |
| Saffais                | 126 (2013)     | 4,04       | 31 Einw./km²       | 54468      | 54210        |
| Saint-Nicolas-de-Port  | 7.602 (2013)   | 8,23       | 924 Einw./km²      | 54483      | 54210        |
| Tonnoy                 | 735 (2013)     | 12,35      | 60 Einw./km²       | 54527      | 54210        |
| Ville-en-Vermois       | 593 (2013)     | 10,53      | 56 Einw./km²       | 54571      | 54210        |

## Bevölkerungsentwicklung
| 1962   | 1968   | 1975   | 1982   | 1990   | 1999   | 2006   | 2012   |
| ------ | ------ | ------ | ------ | ------ | ------ | ------ | ------ |
| 20.630 | 22.652 | 24.267 | 26.371 | 27.100 | 26.512 | 27.422 | 27.733 |